# Opolska Dolina Nysy Kłodzkiej
Opolska Dolina Nysy Kłodzkiej este o arie protejată (sit de importanță comunitară — SCI) din Polonia întinsă pe o suprafață de 1.439,64 ha, integral pe uscat.

## Localizare
Centrul sitului Opolska Dolina Nysy Kłodzkiej este situat la coordonatele 50°41′03″N 17°25′44″E / 50.6841°N 17.4288°E.

## Înființare
Situl Opolska Dolina Nysy Kłodzkiej a fost declarat sit de importanță comunitară în octombrie 2009 pentru a proteja 1 specie de animale.

## Biodiversitate
Situată în ecoregiunea continentală, aria protejată conține 6 habitate naturale: Lacuri eutrofice naturale cu vegetație de tip Magnopotamion sau Hydrocharition, Fânețe de joasă altitudine (Alopecurus pratensis, Sanguisorba officinalis), Păduri de stejar și carpen Galio-Carpinetum, Păduri acidofile de stejar bătrân cu Quercus robur pe câmpii nisipoase, Păduri aluvionare cu Alnus glutinosa și Fraxinus excelsior (Alno-Padion, Alnion incanae, Salicion albae), Păduri mixte riverane de Quercus robur, Ulmus laevis și Ulmus minor, Fraxinus excelsior sau Fraxinus angustifolia, de-a lungul marilor râuri (Ulmenion minoris).
La baza desemnării sitului se află o specie protejată de  mamifere: vidră de râu (Lutra lutra).